# Abronia martindelcampoi
Espèce
Statut de conservation UICN

 EN B1ab(iii) : En danger
Abronia martindelcampoi est une espèce de sauriens de la famille des Anguidae.

## Répartition
Cette espèce est endémique du Guerrero au Mexique,.

## Étymologie
Cette espèce est nommée en l'honneur de Rafael Martín del Campo y Sánchez.

## Publication originale
- Flores Villela & Sánchez Herrera, 2003 : A new species of Abronia (Squamata: Anguidae) from the Sierra Madre del Sur of Guerrero, Mexico, with comments on Abronia deppii. Herpetologica, vol. 59, no 4, p. 524-531 (texte intégral).